# إيغوري
بلدية إيغوري (بالإسبانية: Igorre)‏ هي بلدية تقع في مقاطعة بيسكاي, التي تقع في منطقة الباسك شمالي إسبانيا.

## أعلام
- إيبان مايو كلينيك
- بينيات إتشيباريا
- أليخاندرو أرتيتكسي
- زابي إتكسيباريا

## وصلات خارجية
- (بالإسبانية)